# Пићан
Пићан (итал. Pedena) је градић и општина у Хрватској, у Истарској жупанији.

## Географија
Пићан се налази у Истри, 12 km југоисточно од Пазина, на регионалном путу Пазин-Кршан, на надморској висини од 360 m. Општина захвата територију од 50,5 km².

## Историја
Подручје Пићана је било насељено у праисторији. Касније се овде вероватно налазило римско насеље Petina. Пићан је био део Пазинске грофовије до 1374, када је дошао под власт Хабзбурговаца. 1508. године је кратко време био под венецијанском влашћу, када је млетачка војска запосела Пазинску кнежију.
Од касне антике до 1788. године седиште је једине бискупије на унутрашњем истарском подручју.
У средњем веку Пићан је био окружен бедемима који су делом до данас сачувани. Градска врата датирају из 14. века, а обновљена су 1613. Испред врата налази се парк у ком је смештена скулптура из 1714.
Жупна црква (некада катедрала) настала је на темељима старе цркве из 14. века. Преуређена је 1608-1613, а 1753. добија спољашњи изглед који има и данас.
Пићан је до 1993. године био у саставу општине Лабин.

## Демографија
На попису становништва 2011. године, општина Пићан је имала 1.827 становника, од чега у самом Пићану 281.

## Попис1991.
На попису становништва 1991. године, насељено место Пићан је имало 316 становника, следећег националног састава:
| Попис 1991.‍  | Попис 1991.‍  | Попис 1991.‍ | Попис 1991.‍ | Попис 1991.‍ |
| ------------ | ------------ | ----------- | ----------- | ----------- |
|              |              |             |             |             |
| Хрвати       | Хрвати       |             | 257         | 81,32%      |
| Муслимани    | Муслимани    |             | 11          | 3,48%       |
| Срби         | Срби         |             | 9           | 2,84%       |
| Албанци      | Албанци      |             | 5           | 1,58%       |
| Италијани    | Италијани    |             | 4           | 1,26%       |
| Македонци    | Македонци    |             | 1           | 0,31%       |
| неопредељени | неопредељени |             | 3           | 0,94%       |
| регион. опр. | регион. опр. |             | 24          | 7,59%       |
| непознато    | непознато    |             | 2           | 0,63%       |
| укупно: 316  |              |             |             |             |

## Познате личности
- Матко Брајша-Рашан, композитор, фолклориста, аутор истарске химне.